# Vrancea-Zone

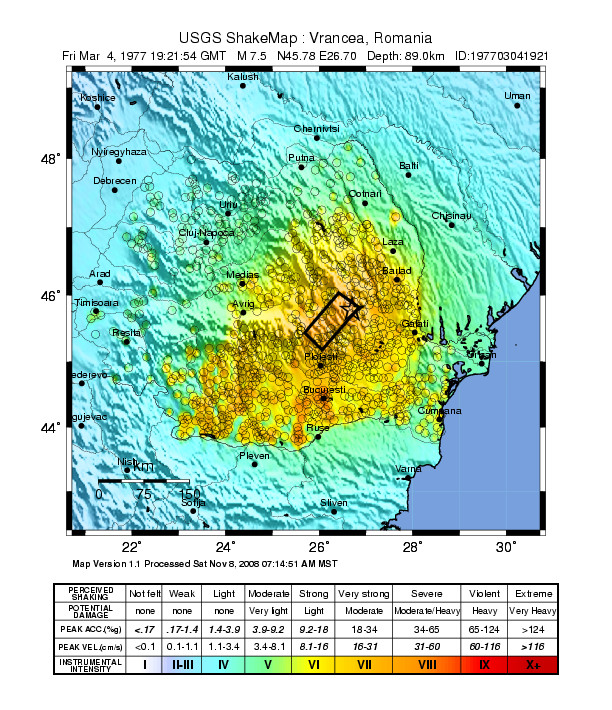
Intensitätsverteilung nach dem Erdbeben 1977

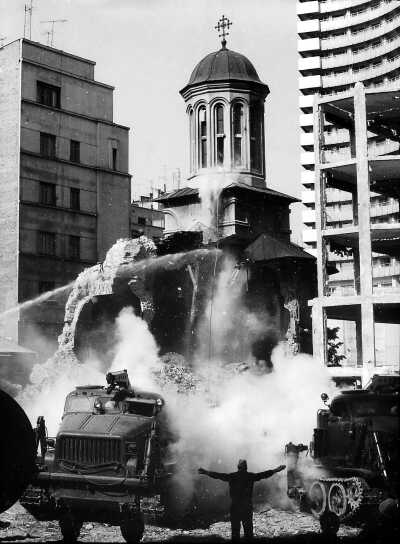
Enei-Kirche in Bukarest nach dem Erdbeben von 1977

Die Vrancea-Seismic-Zone ist die am stärksten durch Erdbeben gefährdete Region Rumäniens. Sie befindet sich am rumänischen Karpatenbogen und umfasst Teile des Kreises Vrancea und der Nachbarkreise Buzău und Vaslui. Die Erdbeben entstehen in dieser Zone in einer Tiefe von 60 bis 200 km.

## Entstehung
Nachdem die ehemals durchgehende Subduktion entlang des Alpen-Karpaten-Bogens im Eozän durch Kontinent-Kontinent-Kollision in den Alpen gestoppt worden war, setzte sie sich nur noch in der Einbuchtung des Europäischen Kontinentalrandes zwischen Westeuropäischer und Moesischer Plattform fort.
Während des Mittelmiozän verschob sich die Subduktionszone immer weiter in die Einbuchtung hinein.
Infolgedessen füllten Nordpannonischer und Tisia-Dacia-Block diese immer mehr aus. Dieser Prozess setzte sich solange fort, bis es zunächst am nördlichen Rand der Einbuchtung und dann nach und nach auch an den südöstlichen und südlichen Randbereichen zur Kontinent-Kontinent-Kollision kam, die den Subduktionsprozess beendete. Dieser wird als letztes Stadium der Ablösung einer abtauchenden Lithosphärenplatte interpretiert. Da die durch die Seismizität belegte vertikale Extension der abtauchenden Lithosphärenplatte unter der Vrancea-Region auf ein gravitatives Absinken der Platte bei gleichzeitiger mechanischer Kopplung an die überlagernde Kruste hinweist, kann die Ablösung in diesem Bereich jedoch noch nicht vollständig erfolgt sein. Da nur unter der Vrancea-Region mitteltiefe Beben beobachtet werden, ist anzunehmen, dass sich die abtauchenden Plattensegmente unter den anderen Gebieten bereits vollständig abgelöst haben.

## Beschreibung
Vrancea-Beben sind nicht nur wegen der von ihnen ausgehenden seismischen Gefährdung von Interesse, sondern auch wegen des außergewöhnlichen, weil selten zu beobachtenden, tektonischen Prozesses, der ihnen zugrunde liegt. 
Bezüglich der Orientierung der Herdflächen sind zwei Typen von Beben zu unterscheiden, solche mit nordost-südwest streichender Herdfläche und Kompression senkrecht zum Gebirgsbogen und solche mit nordwest-südost streichender Herdfläche und Kompression parallel zum Gebirgsbogen, wobei der erstgenannte Typ allgemein häufiger auftritt. Die Bedeutung der Vrancea-Region als Quelle seismischer Gefährdung unterstreicht auch der Umstand, dass ihre Momentenfreisetzungsrate ähnlich groß ist wie die von ganz Südkalifornien. Durch die mitteltiefen Vrancea-Beben sind Rumänien und seine Nachbarn Moldawien und Bulgarien einem hohen seismischen Risiko ausgesetzt. Als bedeutendster städtischer Ballungsraum in der näheren Umgebung trägt Bukarest den größten Teil davon.
Die beiden Beben vom 4. März 1977 und vom 30. August 1986 führten zu katastrophalen Auswirkungen auf rumänischem Gebiet. Offiziellen Angaben zufolge starben während des Bebens am 4. März 1977 1570 Menschen, 11.300 wurden verletzt und 32.500 Wohn- sowie 763 industriell genutzte Gebäude wurden zerstört oder stark beschädigt. Bildungs-, medizinische und Handelsnetzwerke, sowie Kultureinrichtungen und historische Bauwerke, Regierungsgebäude und verschiedene Gebäude und Einrichtungen aus dem Landwirtschaftssektor waren schwer betroffen. Nach einer Schätzung der Weltbank betrug der totale direkte Schaden 2 Milliarden US-Dollar.

## Erforschung
Die Region wurde 1996 vom Sonderforschungsbereich „Starkbeben“ der Deutschen Forschungsgemeinschaft der Universität Karlsruhe erforscht. In Zusammenarbeit mit unterschiedlichen rumänischen Partnerinstitutionen wurden Strategien für Risikominderung und Katastrophenmanagement entwickelt und verwirklicht. Hauptziel der Forschungsgruppe war die Erstellung von Echtzeit-Erschütterungskarten. Ferner stellte die Gruppe die Modellierung der Vrancea-Beben vom 4. März 1977 und vom 30. August 1986 mit Hilfe des Simulationsverfahrens von Irikura dar. Die ermittelten Herdparameter dienen als mögliche Grundlage für zukünftige
Bodenbewegungssimulationen. Diese wiederum stellt ein zentrales Element der Gefährdungsanalyse dar.

## Erdbeben in der Vrancea-Seismic-Zone
Die Liste umfasst die stärksten Erdbeben der Vrancea-Region. 
| Datum             | Tiefe   | Epizentrum | Stärke | Tote          | Verletzte |
| ----------------- | ------- | ---------- | ------ | ------------- | --------- |
| 29. August 1471   | 110 km  |            | 7,1    |               |           |
| 24. November 1516 | 150 km  |            | 7,5    |               |           |
| 30. April 1590    | 100 km  |            | 7,3    |               |           |
| 9. August 1679    | 110 km  |            | 7,5    |               |           |
| 11. Juni 1738     | 130 km  |            | 7,7    |               |           |
| 5. April 1740     | 150 km  |            | 7,3    |               |           |
| 6. April 1790     | 150 km  |            | 7,1    |               |           |
| 26. Oktober 1802  | 150 km  |            | 8,2    | 4             |           |
| 26. November 1829 | 150 km  |            | 7,3    |               |           |
| 23. Januar 1838   | 150 km  |            | 7,5    | 73            | 14        |
| 17. August 1893   | 100 km  |            | 7,1    |               |           |
| 31. August 1894   | 130 km  |            | 7,1    |               |           |
| 6. Oktober 1908   | 125 km  |            | 7,1    |               |           |
| 10. November 1940 | 133 km  |            | 7,7    | 1000          | 4000      |
| 7. September 1945 | 80 km   |            | 6,8    |               |           |
| 4. März 1977      | 94 km   |            | 7,2    | 1700          | 11.386    |
| 30. August 1986   | 131 km  |            | 6,9    | 2 (offiziell) | 558       |
| 30. Mai 1990      | 89 km   |            | 6,7    | 14            | 362       |
| 27. Oktober 2004  | 98,6 km |            | 6,0    | -             | -         |